# How We Do (Hardwell)
"How We Do" is een single van de Nederlandse artiesten Hardwell & Showtek.

## Hitnotering

### NederlandseSingle Top 100
| Hitnotering: 27-10-2012 t/m 03-11-2012 | Hitnotering: 27-10-2012 t/m 03-11-2012 | Hitnotering: 27-10-2012 t/m 03-11-2012 | Hitnotering: 27-10-2012 t/m 03-11-2012 |
| Week:                                  | 1                                      | 2                                      |                                        |
| -------------------------------------- | -------------------------------------- | -------------------------------------- | -------------------------------------- |
| Positie:                               | 91                                     | 99                                     | uit                                    |